# سحر ضیایی
سحر ضیائی سی‌سخت معروف به سحر ضیایی (زاده ۲۱ تیر ۱۳۷۳ در بویراحمد) عضو تیم ملی دو و میدانی زنان ایران در رشته پرتاب نیزه است. او در عرصه باشگاهی در تیم‌هایی مانند گل‌گهر سیرجان، چادرملو اردکان، سپاهان اصفهان و دانشگاه آزاد تهران سابقه فعالیت دارد.
ضیایی در عرصه ملی تجربه کسب مدال نقره و برنز در مسابقات آسیایی را دارد و رکورددار پرتاب نیزه زنان ایران است. او در مسابقات لیگ طلایی ایران موفق شد با پرتابی به مسافت ۵۱ متر و ۵۵ سانتی‌متر رکورد پرتاب نیزه زنان ایران را از آن خود کند. در کارنامه ضیایی همچنین کسب مدال طلا مسابقات کاپ ترکیه به چشم می‌خورد.

## افتخارات
- ۳ مدال طلا در مسابقات لیگ برتر دو و میدانی زنان ایران همراه با تیم چادرملو اردکان
- مدال برنز مسابقات قهرمانی غرب آسیا در سال ۲۰۱۲[۸]
- مدال نقره بازی‌های همبستگی کشورهای اسلامی در سال ۲۰۱۷[۹][۱۰][۱۱][۱۲]
- مدال طلا مسابقات کاپ ترکیه